# اریک هاتمن
اریک هاتمن (انگلیسی: Eric Hottmann؛ زادهٔ ۸ فوریهٔ ۲۰۰۰) بازیکن فوتبال است.
وی همچنین در تیم‌های ملی فوتبال Germany national under-16 football team، جوانان آلمان، جوانان آلمان، و جوانان آلمان بازی کرده‌است.